# Hyacinthe Aube
Hyacinthe Aube, francoski admiral, * 1826, † 1890.